# Hyaloctoides bioculatus
Hyaloctoides bioculatus är en tvåvingeart som först beskrevs av Mario Bezzi 1920.  Hyaloctoides bioculatus ingår i släktet Hyaloctoides och familjen borrflugor.
Artens utbredningsområde är Nigeria. Inga underarter finns listade i Catalogue of Life.